# Eremurus korshinskyi
Eremurus korshinskyi är en grästrädsväxtart som beskrevs av Olga Alexandrovna Fedtschenko. Eremurus korshinskyi ingår i släktet Eremurus och familjen grästrädsväxter. Inga underarter finns listade i Catalogue of Life.